# Mamed Seifulow
Mamed Seifulow (kirgisisch Мамед Сеифулов; * 14. August 2002) ist ein kirgisisch-kasachischer Eishockeyspieler, der seit 2023 für die Mannschaft der kirgisischen Staatsbahn Kyrgys Temir Dscholu in der kirgisischen Eishockeyliga spielt. Zuvor war Seifulow drei Jahre beim HK Almaty in der kasachischen Liga aktiv.

## Karriere
Mamed Seifulow spielt seit Beginn seiner Karriere beim HK Almaty. Nachdem er zunächst die Nachwuchsmannschaften des Klubs durchlief, spielte er ab 2020 in der Herren-Mannschaft in der kasachischen Eishockeymeisterschaft. Im Jahr 2023 wechselte der Stürmer in die Mannschaft der kirgisischen Staatsbahn Kyrgys Temir Dscholu aus der Hauptstadt Bischkek. Dort spielt er mit dem Team in der kirgisischen Eishockeyliga.

### International
Für Kirgisistan nahm Seifulow an der Weltmeisterschaft 2023 in der Division III teil. Mit 18 Toren und zehn Vorlagen trug er maßgeblich zum Aufstieg der Kirgisen von der B- in die A-Gruppe der Division bei. Er wurde damit nicht nur bester Torschütze und Topscorer, sondern er erreichte auch die beste Plus/Minus-Bilanz des Turniers. Auch 2024 spielte er in der Division III, wo er abermals bester Torschütze war und zugleich als bester Stürmer des Wettbewerbs ausgezeichnet wurde. Zudem vertrat er seine Farben bei den Winter-Asienspielen 2025.

## Erfolge und Auszeichnungen
| - 2023 Aufstieg in die Division III, Gruppe A, bei der Weltmeisterschaft der Division III, Gruppe B - 2023 Topscorer der Weltmeisterschaft der Division III, Gruppe B - 2023 Bester Torschütze der Weltmeisterschaft der Division III, Gruppe B | - 2023 Beste Plus/Minus-Bilanz der Weltmeisterschaft der Division III, Gruppe B - 2024 Bester Stürmer der Weltmeisterschaft der Division III, Gruppe A - 2024 Bester Torschütze der Weltmeisterschaft der Division III, Gruppe A |